# Hyundai Custo
La Hyundai Custo (cinese :现代库斯途; pinyin: Xiàndài Kùsītú) è una autovettura prodotta dalla casa automobilistica sud coreana Hyundai Motor Company dal 2021.

## Descrizione
La vettura è un monovolume a 5 porte prodotto dal costruttore coreano attraverso la joint venture con la BAIC Motor chiamata Beijing Hyundai Motor. Il veicolo riprende il nome dell'esploratore e inventore francese Jacques Cousteau e condivide il design e il linguaggio stilistico con la coeva Hyundai Tucson. Ha debuttato ufficialmente in pubblico durante il salone di Chengdu nell'estate 2021.
La Custo è un veicolo a sette posti con una configurazione dei sedili 2+2+3. Internamente, si caratterizza per una console centrale flottante e un display touchscreen da 10,4 pollici disposto verticalmente e circondato da alcuni pulsanti soft touch sensibili al tocco.
La vettura è alimentata da due motorizzazioni benzina a quattro cilindri entrambe turbocompresse: una da 1,5 litri con 170 CV e un'altra da 2,0 litri con 236 CV. Entrambi i motori sono abbinati ad un cambio automatico a otto velocità.